# Ponte Vecchio (Ivrea)
A Ponte Vecchio é uma ponte sobre o Rio Dora Baltea localizada na cidade de Ivrea na Itália.

## História
Estudos arqueológicos mostram que uma ponte existia neste local desde a época romana.
A ponte foi destruída e reconstruída várias vezes ao longo dos séculos devido a enchentes.
Em 1704, foi demolida durante o cerco francês de Ivrea para melhor defender a cidade. Em 1716, Vítor Amadeu II ordenou sua reconstrução. A ponte foi posteriormente alargada em 1830 por Carlos Félix para melhorar o fluxo de tráfego de entrada e saída de Ivrea. No entanto, em 1860, uma ponte adicional, a Ponte Nuovo, teve que ser construída ao lado dela para fornecer capacidade adicional.

## Descrição
A estrutura consiste em uma ponte de pedra e tijolo com três arcos.

## Galeria

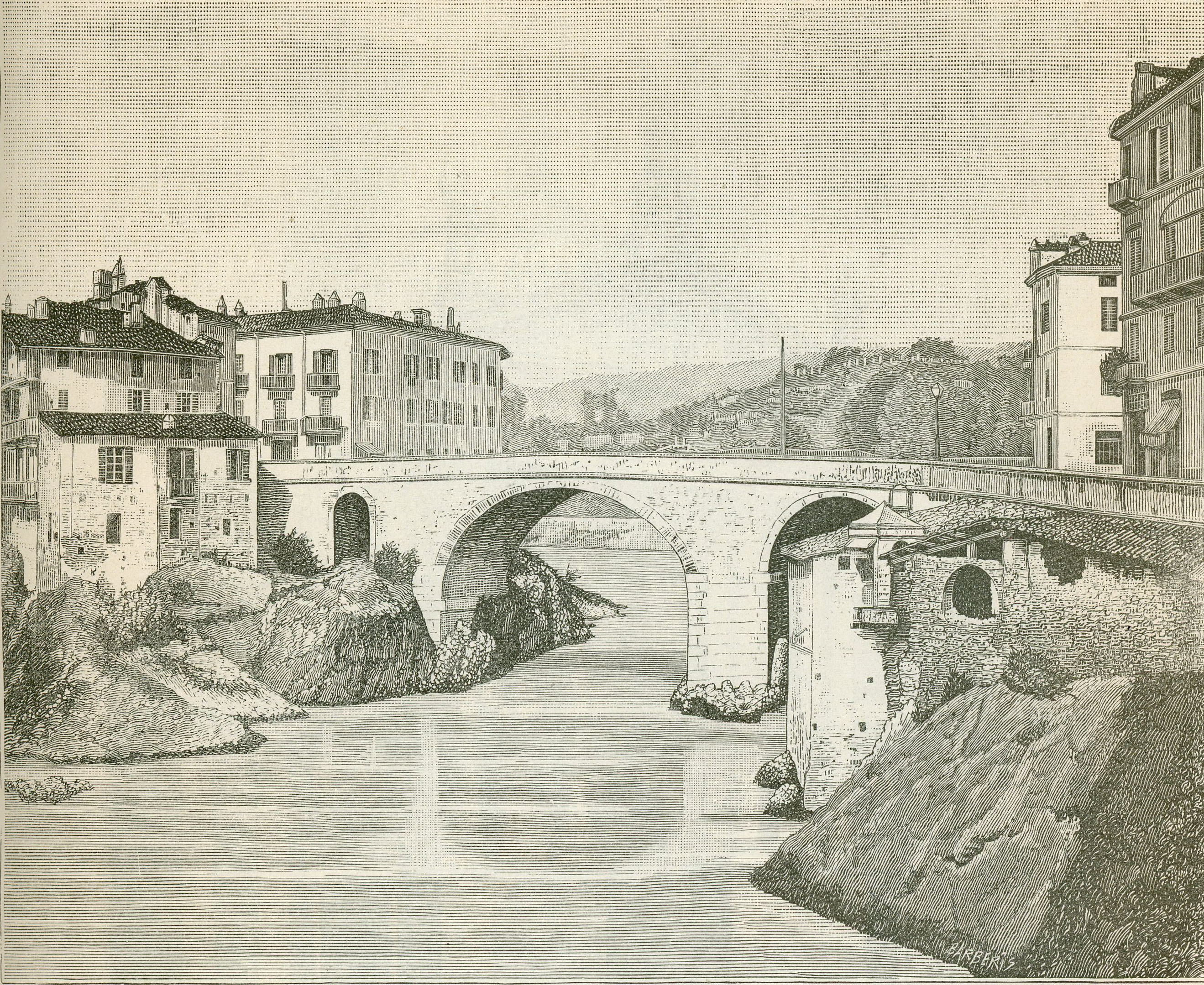
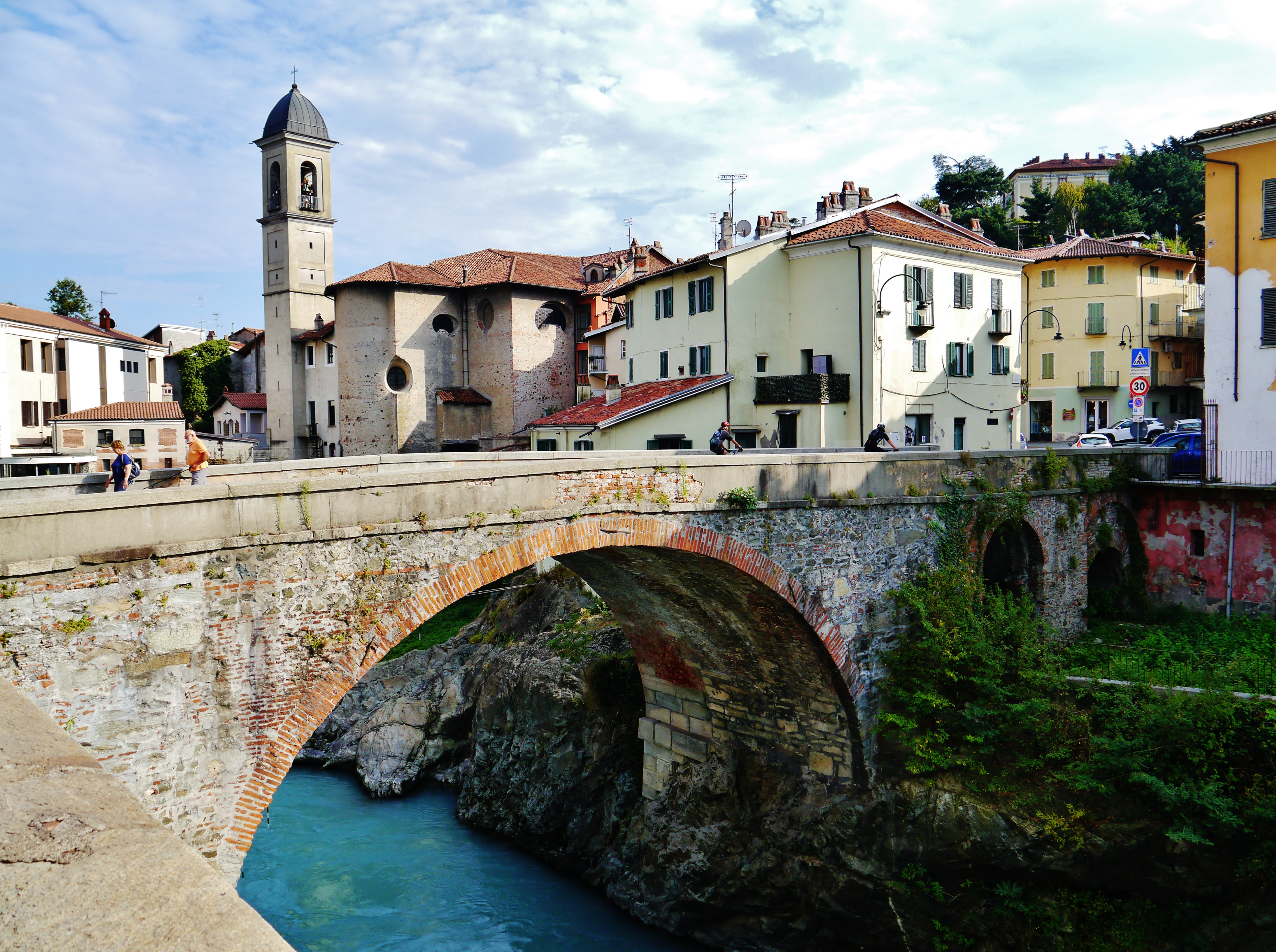
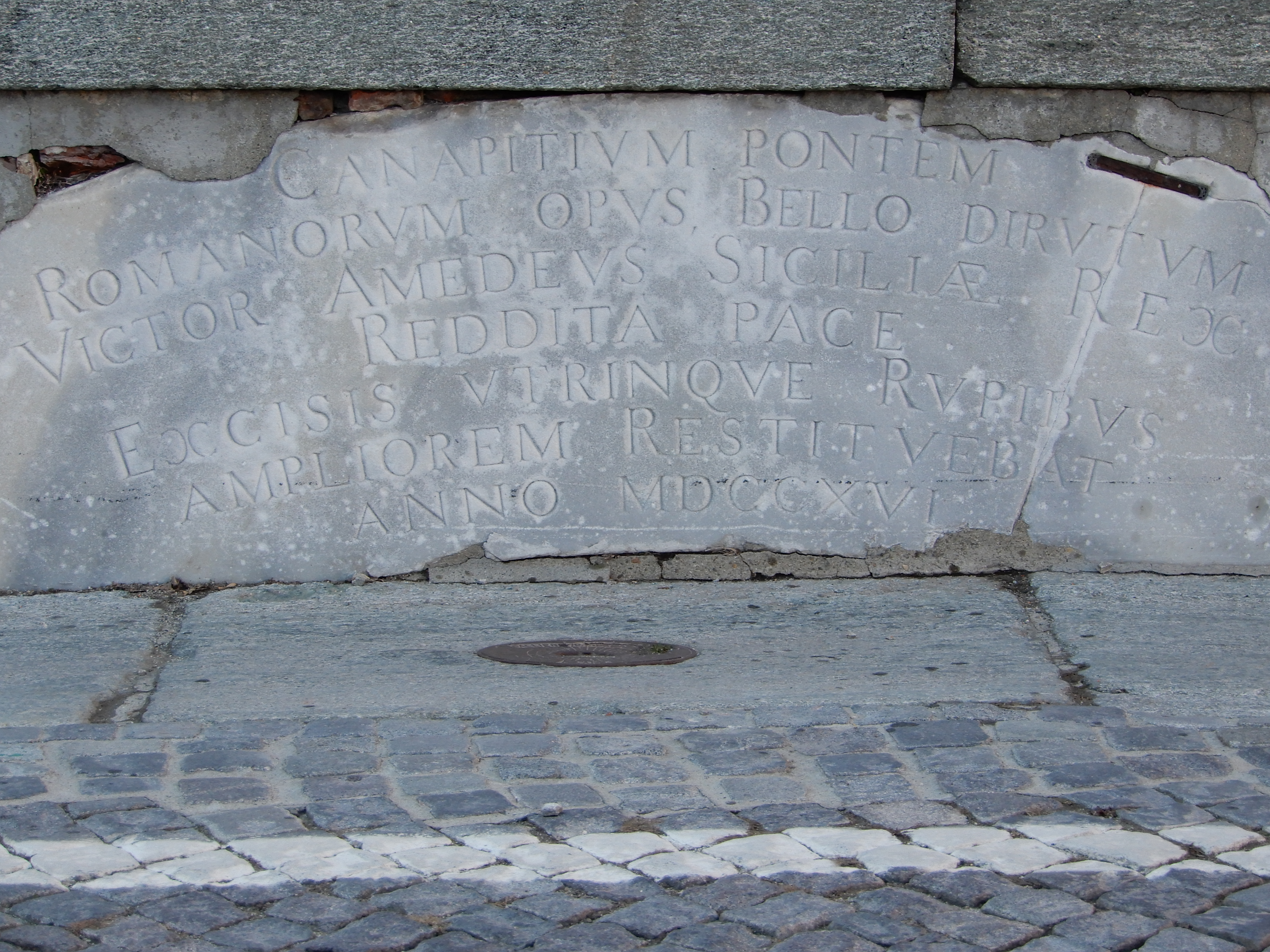